# Saltos ornamentais no Campeonato Mundial de Esportes Aquáticos de 2013 - Trampolim 1 m individual masculino
A prova de trampolim 1 m individual masculino dos saltos ornamentais no Campeonato Mundial de Esportes Aquáticos de 2013 foi realizada entre os dias 20 de julho e 22 de julho na Piscina Municipal de Montjuïc em Barcelona. 

## Calendário
| Fase       | Data        |
| ---------- | ----------- |
| Preliminar | 20 de julho |
| Final      | 22 de julho |

## Medalhistas
| Ouro            | Prata              | Bronze             |
| Li Shixin (CHN) | Illya Kvasha (UKR) | Kevin Chavez (MEX) |

## Resultados
Esses foram os resultados da competição.
| Pos.              | Saltador              | Nacionalidade  | Preliminar | Preliminar | Final  | Final |
| Pos.              | Saltador              | Nacionalidade  | Pontos     | Pos.       | Pontos | Pos.  |
| ----------------- | --------------------- | -------------- | ---------- | ---------- | ------ | ----- |
| Medalha de ouro   | Li Shixin             | China          | 405.00     | 1          | 460.95 | 1     |
| Medalha de prata  | Illya Kvasha          | Ucrânia        | 391.95     | 3          | 434.30 | 2     |
| Medalha de bronze | Kevin Chavez          | México         | 381.20     | 4          | 431.55 | 3     |
| 4                 | Sun Zhiyi             | China          | 377.15     | 7          | 425.05 | 4     |
| 5                 | Constantin Blaha      | Áustria        | 358.60     | 10         | 411.75 | 5     |
| 6                 | Matthieu Rosset       | França         | 404.95     | 2          | 409.45 | 6     |
| 7                 | Rommel Pacheco        | México         | 378.90     | 6          | 399.65 | 7     |
| 8                 | Martin Wolfram        | Alemanha       | 361.50     | 9          | 398.05 | 8     |
| 9                 | Sebastian Morales     | Colômbia       | 380.45     | 5          | 387.30 | 9     |
| 10                | Oliver Homuth         | Alemanha       | 362.20     | 8          | 386.75 | 10    |
| 11                | Sergey Nazin          | Rússia         | 352.65     | 11         | 380.00 | 11    |
| 12                | Oleg Kolodiy          | Ucrânia        | 349.75     | 12         | 375.75 | 12    |
| 13                | Evgeny Novoselov      | Rússia         | 344.10     | 13         | 31     | 13    |
| 14                | Harry Jones           | Estados Unidos | 343.40     | 14         | 30     | 14    |
| 15                | Andrzej Rzeszutek     | Polónia        | 338.45     | 15         | 29     | 15    |
| 16                | Christopher Mears     | Reino Unido    | 333.30     | 16         | 28     | 16    |
| 17                | Kristian Ipsen        | Estados Unidos | 333.10     | 17         | 27     | 17    |
| 18                | Michail Fafalis       | Grécia         | 329.60     | 18         | 26     | 18    |
| 19                | Jack Laugher          | Reino Unido    | 327.20     | 19         | 25     | 19    |
| 20                | Xie Zhen              | Hong Kong      | 321.95     | 20         | 24     | 20    |
| 21                | Woo Ha-Ram            | Coreia do Sul  | 315.75     | 21         | 23     | 21    |
| 22                | Nicolás García        | Espanha        | 312.90     | 22         | 22     | 22    |
| 23                | Yona Knight-Wisdom    | Jamaica        | 311.55     | 23         | 21     | 23    |
| 24                | Ahmad Amsyar Azman    | Malásia        | 309.15     | 24         | 20     | 24    |
| 25                | Espen Gilje Bergslien | Noruega        | 306.50     | 25         | 19     | 25    |
| 26                | Michele Benedetti     | Itália         | 303.10     | 26         | 18     | 26    |
| 27                | François Imbeau-Dulac | Canadá         | 299.00     | 27         | 17     | 27    |
| 28                | Chew Yi Wei           | Malásia        | 297.00     | 28         | 16     | 28    |
| 29                | Vinko Paradzik        | Suécia         | 295.10     | 29         | 15     | 29    |
| 30                | César Castro          | Brasil         | 292.85     | 30         | 14     | 30    |
| 31                | Andreas Billi         | Itália         | 292.30     | 31         | 13     | 31    |
| 32                | Yorick de Bruijn      | Países Baixos  | 289.40     | 32         | 12     | 32    |
| 33                | Alfredo Colmenarez    | Venezuela      | 288.25     | 33         | 11     | 33    |
| 34                | Jesus Liranzo         | Venezuela      | 285.15     | 34         | 10     | 34    |
| 35                | Poon Jason Wai Ching  | Hong Kong      | 282.30     | 35         | 9      | 35    |
| 36                | Kim Yeong-Nam         | Coreia do Sul  | 276.95     | 36         | 8      | 36    |
| 37                | Botond Bóta           | Hungria        | 272.70     | 37         | 7      | 37    |
| 38                | Abbas Abdulrahman     | Kuwait         | 270.25     | 38         | 6      | 38    |
| 39                | Yauheni Karaliou      | Bielorrússia   | 247.70     | 39         | 5      | 39    |
| 40                | Sergej Baziuk         | Lituânia       | 246.30     | 40         | 4      | 40    |
| 41                | Addy van der Sluys    | África do Sul  | 239.15     | 41         | 3      | 41    |
| 42                | Jesper Tolvers        | Suécia         | 229.00     | 42         | 2      | 42    |
| 43                | Ignas Barkauskas      | Lituânia       | 212.90     | 43         | 1      | 43    |